# Rumendingen
Rumendingen is een gemeente en plaats in het Zwitserse kanton Bern, en maakt deel uit van het district Emmental.
Rumendingen telt 89 inwoners.